# Diego Michiels
Diego Muhammad bin Robbie Michiels (Deventer, 8 augustus 1990), kortweg Diego Michiels, is een Indonesisch-Nederlands profvoetballer die bij voorkeur als rechtsback speelt. Michiels debuteerde in 2012 in het Indonesisch voetbalelftal.

## Biografie
Diego voetbalde in de jeugd bij DVV RDC in Deventer, waarna hij door Go Ahead Eagles werd opgepikt. Zijn basisdebuut maakte hij tegen MVV op 20 november 2009. Een week eerder mocht hij invallen in de uitwedstrijd tegen FC Volendam. Diego begon het seizoen 2009/2010 met een amateurcontract bij Go Ahead Eagles tot het einde van het seizoen, maar dit werd later omgezet in een profcontract. Michiels speelde twee seizoen voor eerstedivisionist Go Ahead Eagles.
In februari 2010 tekende Michiels een contract voor drie seizoenen bij Pelita Jaya FC. 
Hij tekende in 2015 een contract bij Pusamania Borneo FC. 
Tijdens zijn verblijf in Indonesië kwam Michiels in beeld voor het nationale elftal van Indonesië. Michiels heeft inmiddels meerdere wedstrijden voor het nationale elftal van Indonesië gespeeld.

## Interlandcarrière
| Interlands van Diego Michiels voor Indonesië | Interlands van Diego Michiels voor Indonesië | Interlands van Diego Michiels voor Indonesië | Interlands van Diego Michiels voor Indonesië | Interlands van Diego Michiels voor Indonesië | Interlands van Diego Michiels voor Indonesië |
| №                                            | Datum                                        | Wedstrijd                                    | Uitslag                                      | Type                                         | Doelpunten                                   |
| -------------------------------------------- | -------------------------------------------- | -------------------------------------------- | -------------------------------------------- | -------------------------------------------- | -------------------------------------------- |